# غريغ ألين
غريغ ألين (بالإنجليزية: Greg Allen)‏ هو لاعب كرة قدم أمريكية أمريكي، ولد في 4 أبريل 1959 في ميلتون في الولايات المتحدة.

## وصلات خارجية
- غريغ ألين على موقع مرجع كرة القدم المحترفة.كوم (الإنجليزية)